# Marcel Douxami
Pour les articles homonymes, voir Douxami.
Marcel Douxami (1879-1929) est un ingénieur chimiste et industriel français du XXe siècle, directeur de la compagnie des mines de La Lucette.

## Biographie
Né à Laval le 20 janvier 1879, Marcel Douxami est le  fils du capitaine de vaisseau Fernand Douxami. Il est élève au Lycée de Laval de 1890 à 1896. Lauréat du Concours général, il va en 1897 au lycée Saint-Louis pour y préparer son admission à l'École supérieure de chimie industrielle, où il fut reçu, en novembre 1897, premier et en sortit le 5e en juillet 1900, après avoir axé sa scolarité sur l'étude de l'antimoine. Il fait un premier stage à la Société Générale de Teinture et Produits Chimiques, à Lyon, dans le quartier de Charpennes, puis passa à la Société L'Auvergne, à Langeac, en Haute-Loire, où il gère la production de plomb et d'antimoine.
Il est ensuite ingénieur chimiste de la manufacture des produits chimiques agricoles du Sud-Est, à Saint-Fons, dite "Roche-Cambon". 
En 1906, il devient ingénieur-chimiste à la compagnie des mines de La Lucette au Genest. Au début de la Première Guerre mondiale, confrontée aux énormes besoins en munitions, la Compagnie doit trouver le moyen de traiter le minerai à grande échelle. Elle détient une option sur une mine en Algérie mais hésite à y investir. Son frère? Henri Douxami? professeur de géologie à l'École centrale de Lyon, contrinbuE à l'étude de géologie qui a permis aux mines d'antimoine d'Algérie de pallier l'épuisement temporaire de celle de Mayenne. 
Pour traiter ce minerai supplémentaire, la Compagnie des mines de La Lucette loue en mai 1915 les installations d'une fonderie d'antimoine à Langeac, en Haute-Loire. Cette fonderie, avait une première fois été réorganisée en 1901 pour traiter les minerais complexes de la concession de Freycenet-la Rodde d’Ally, mine de plomb argentifère gauloise recyclée dans l'antimoine.
Arrêtée depuis janvier 1915, elle va nécessiter d'importants travaux de remise en état. La production, effectuée à partir de minerais algériens, redémarre en août pour les essais. Les travaux de remise en état sont organisés par Marcel Douxami, qui part ensuite en mission au Nouveau-Brunswick le 26 février 1917 comme auxiliaire de l'armée française, qui a besoin d'approvisionnements en antimoine pour ses bombes à balles. Les Mines d'antimoine du lac George du Nouveau-Brunswick sont alors sous contrôle de la Grande-Bretagne, qui a aussi besoin d'antimoine pour son artillerie. Marcel Douxami est toujours au Nouveau-Brunswick le 5 mai 1917, d'où il adresse une lettre à l'éditeur de 391, le pamphlet publié de janvier 1917 à 1924 à Barcelone sous la direction de Francis Picabia, pour lui témoigner de son étonnement à la suite d'un des articles. Publiée, la lettre fit sourire Marcel Duchamp et lui servit pour ses multiples travestissements d'identité.
Marcel Douxami deviendra directeur de la compagnie des mines de La Lucette après-guerre. Le 29 janvier 1929, il est décédé dans l'incendie d'une galerie de sa mine, à plus de 300 mètres de profondeur, lorsqu'il est asphyxié par la fumée après être parti à la rescousse des autres mineurs, en compagnie de deux autres cadres de la société.